# Faugh
Faugh – przysiółek w Anglii, w Kumbrii, w dystrykcie (unitary authority) Cumberland. Leży 12 km na wschód od miasta Carlisle i 415 km na północny zachód od Londynu.